# 香槟酒

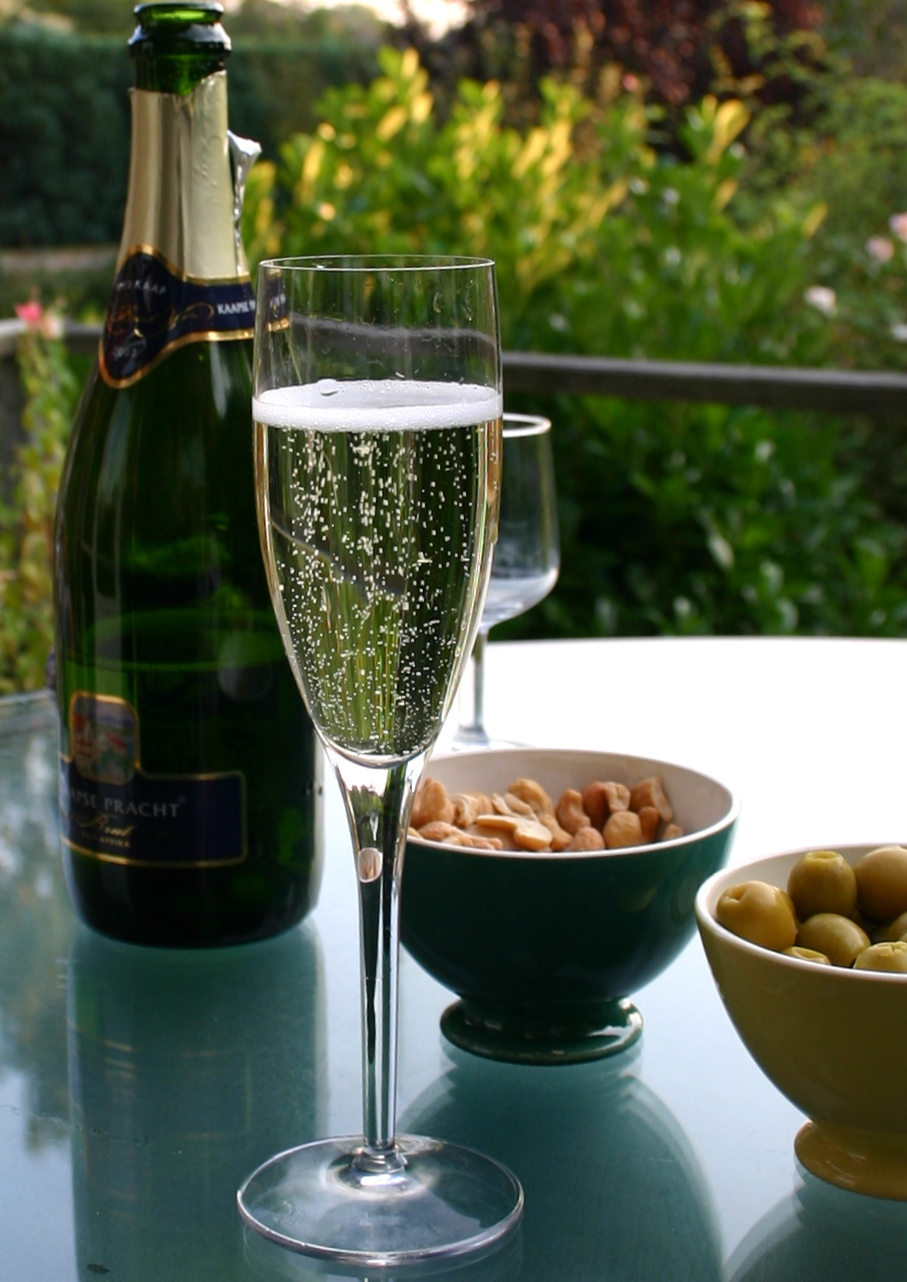
香檳地區生產的香檳酒和高腳杯

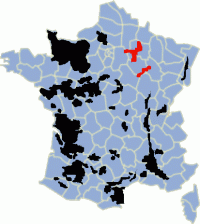
全世界中，只有法國東北角那一塊狹小的红色区域才是香槟酒产区

香槟酒（法語：vin de Champagne），簡稱香槟（Champagne，發音：[ʃɑ̃paɲ] ⓘ），是法国香檳省出產的气泡酒，紅葡萄和白葡萄皆可釀製。香檳酒經常出現在西洋的典禮、派對和慶功宴之中。
其原理是在葡萄酒中进行二次发酵，讓其产生二氧化碳，這種二氧化碳會讓酒體內部發生气泡現象。目前，黑比诺、莫尼耶皮諾、夏多內等红葡萄的品種最常用於釀造香檳，紅葡萄品種的香檳酒也是數量最多的；但如果要追求正宗的话，專門為香檳酒而生的粉紅葡萄品种灰皮諾（即福滿多，Fromenteau）則更加有風味，灰皮諾也是在香檳區最被廣泛種植的香檳用葡萄；而在香檳的領域中，比紅葡萄、粉紅葡萄更稀有的是白葡萄品種，例如白皮諾、阿赫班、小梅莉耶這三個，因為它們難以照料並且產量稀少，所以曾一度在香檳區消失，僅存的原生種被保留下來並在厄伊復育成功，導致白葡萄製成的香檳酒其售價也極其昂貴。
由於品牌的知名，在中文中香檳與吉普、席梦思等類似，一度成爲所屬品類的代名詞。

## 定義
- 歐盟：根據歐盟的法律，要成為香槟酒需要三個條件，一是必須原產自法國的那一小塊香槟產区，二是必須用指定的葡萄品種，三是必須按照傳統方法釀造。另外，香檳酒必須同時是葡萄酒和氣泡酒，要達到這些標準才能算是真正的香槟。值得注意的是，此“香檳產區”並不是干邑地區中的“大小香槟区”，干邑地區生產的是干邑白蘭地而非香檳酒，但很多人容易將兩者混淆。
- 美国：2018年前，由于历史原因，部份美國或美洲产的气泡酒仍會在酒标上標準“香槟”一词，但2019年後美國釀酒業和歐盟的評判標準統一，現在已無任何區別。
- 俄羅斯：2022年，其總統普京發佈法令宣稱只有俄羅斯產的氣泡酒才能叫做香檳酒，而即使是法國香檳產區的香檳酒在俄羅斯也只能叫普通氣泡酒。法國的香檳委員會回應，俄羅斯人從300年前的沙皇時代開始就一直是自己的忠實客戶，就算更換了名稱，俄羅斯人將俄羅斯氣泡酒和真正的法國香檳搞錯的可能性也幾乎為零[1]。
- 中国大陆：中国在1989年時成为《保护工业产权巴黎公约》的成员国，法國的香槟酒開始受到中国法律的保护。但在2013年之前，中國的法律只有對“香檳”二字有規定，但對“香檳酒”一詞卻沒有規定，也沒有任何一個官方文件把香檳等同於香檳酒，因此造成鑽漏洞的現象[2]。在2013年，中国对“香槟”进行了地理标志保护，此后在法律上香槟就等于法国香槟区进口的香槟酒[3]。香槟（酒）目前的注册商标为第11127266号“Champagne”以及第11127266号“香槟”。但根据2024年的判决（（2023）京行终10089号）显示，其仅被认定为地理标志保护产品，而并未形成“驰名商标”[4]。

## 起源

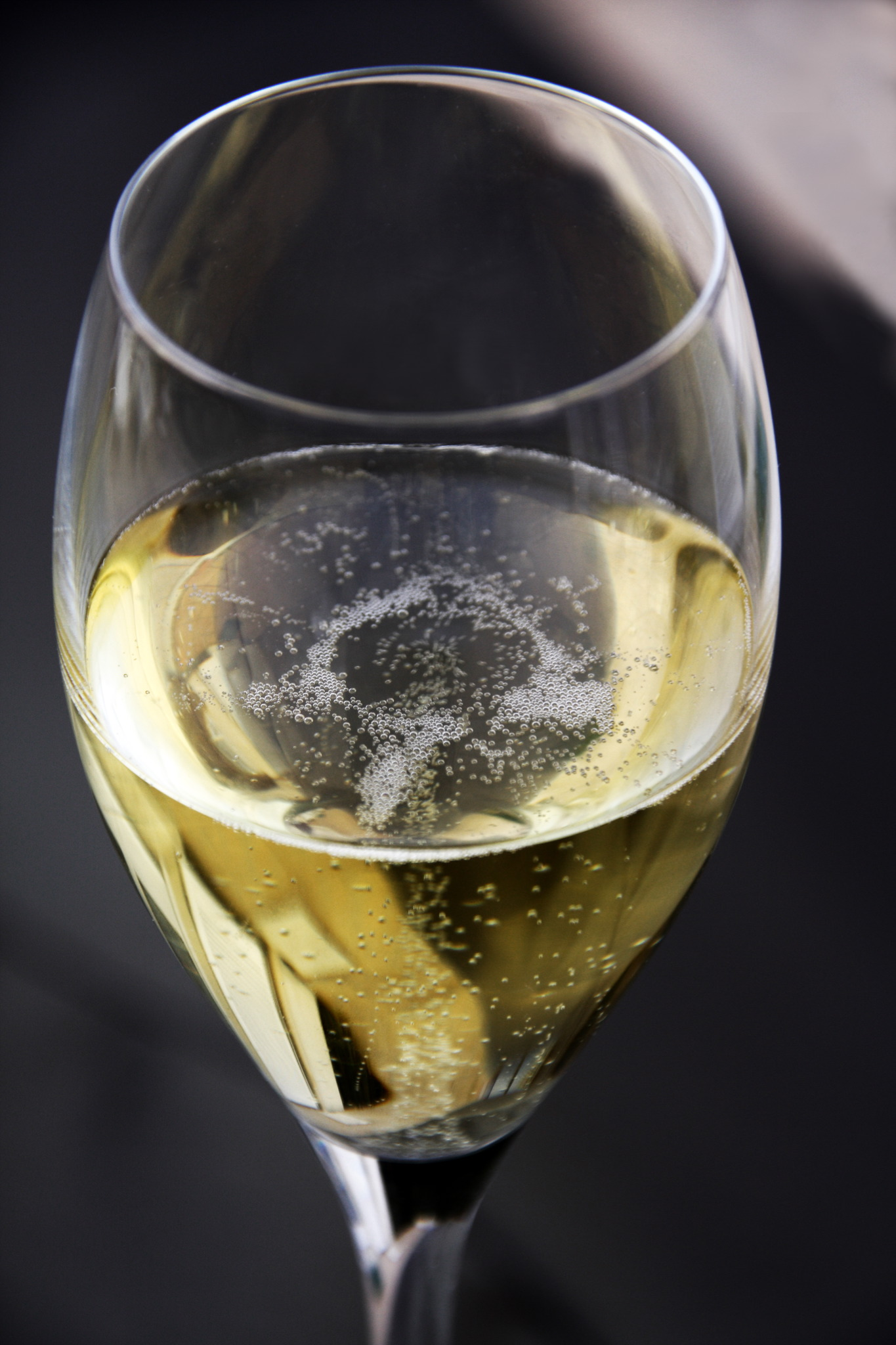
香檳酒以及其專用的玻璃高腳杯

在5世纪或更早时，古罗马人就已在香槟地区种植葡萄。香槟地区葡萄酒历史可追溯到中世纪：教堂拥有葡萄园，而僧侣酿造葡萄酒用于圣礼。根据传统，法国君王都在兰斯加冕，香槟地区葡萄酒，也被用于加冕庆典中。香槟人对于勃艮第酒名声非常羡慕，也想酿造名声相当的酒。但香槟地区北方气候，却成為酿造葡萄酒的阻礙。在此情况下，葡萄成熟较难，虽果酸怡人，但糖分低。而酿陈的红葡萄酒，比勃艮第所产的酒体轻薄。

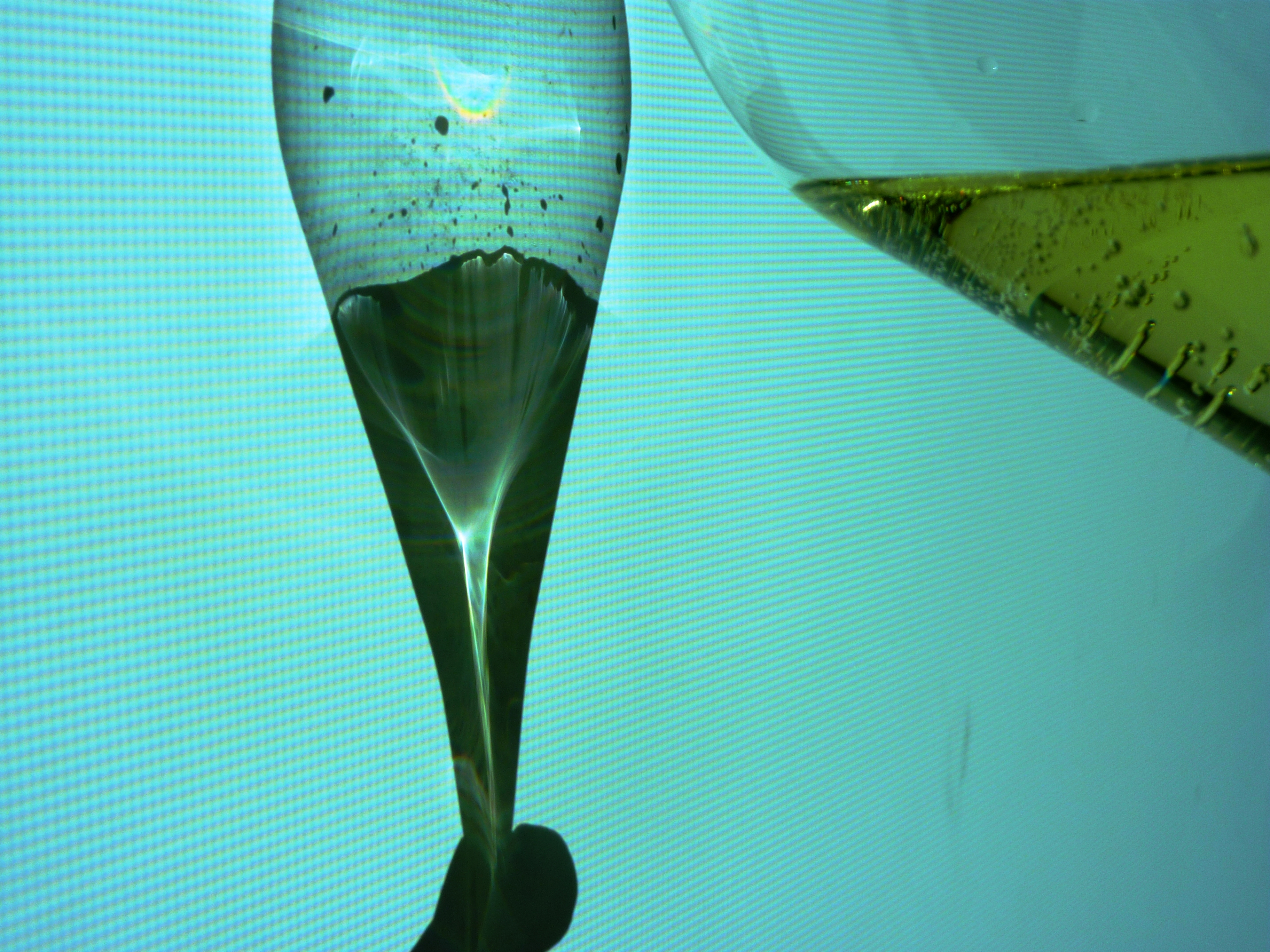
香槟酒的历史

英国物理学家克里斯托弗·梅雷特最先记录在成品酒中加入糖分至其二次发酵的方法，比唐·培里侬(1638年－1715年)到达本笃会修道院早6年，比本笃会僧侣宣布发明香槟酒早40年。因此培里侬不能算作气泡酒发明者；梅雷特在1662年就已将这一现在称作“香槟制法”的成果，展示给皇家学院。
虽然法国僧侣培里侬不是香槟酒发明者，但他却对香槟酒制作，进行了一系列的提升，其中包括用铁丝将瓶塞固定于瓶口，以防瓶内气压将瓶塞弹出。在法国，气泡酒是偶然酿成的，瓶内过大的气压，往往使瓶身爆裂或瓶塞弹出，所以又有“魔鬼酒”称号。即使是在香槟酒开始大规模制作后，使用的也还是“一次发酵法”——酒发酵一次后就装瓶。直至梅雷特提出“香槟制法”约200年后，才开始使用二次发酵法。19世纪，香槟产量有了大幅增长，年产量从1800年的300,000瓶，飙升到1850年的2千万瓶。
19世纪的香槟比现代的要甜，香槟转干的趋势是由于佩里埃·茹埃（巴黎之花）在酿造出口伦敦的1846年份香槟时，决定不额外添加糖分。现代的干型香槟，始于1876年为英国人的特酿。

## 香槟酒及相关法律
香槟酿造者，在香槟酒专业协会（CIVC）的协助下，建立了在香槟地区酿酒所需遵守的一系列制度，以保护香槟酒业的经济利益。这些制度规定了葡萄的产地和品种（大部分香槟酒只选用夏多内、黑皮诺、莫尼耶皮诺进行调配，虽然法律规定的不仅以上三种）；对于葡萄采集、嫁接，葡萄压榨的程度，以及酒在装瓶前在桶中与酵母接触的时间也有要求；制度也可限制香槟的销量，以维持价格。所有CIVC订立的制度都需得到原产地名称管理委员会（INAO）的批准。
INAO是管理原产地的政府组织，自2006年开始讨论，2008年投票后决定扩大香槟种植用地。也是1927年以来首次扩大香槟种植范围。原因是香槟酒庄觉得有巨大的需求和有限的葡萄产量会冲击未来的市场，同时也有来自边缘村庄希望被并入香槟地区的政治压力。

### “香槟”一词的使用

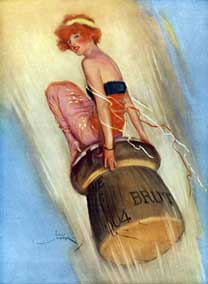
1915年英国杂志插画，来源自The Lordprice Collection。

尽管在法國法律有所约束，香槟地区也极力推广香槟一词的正确使用方式，其它高品质的气泡酒也宣传其有別於香檳，但部份非欧洲消费者仍把香槟當做是白葡萄气泡酒的统称，並不管其產地如何。本文所描述的法例是对专属产地产品保护的条例。在欧盟及许多国家，香槟一词受到1891年签订的《马德里协定》的保护，只有在法国原产地命名控制（AOC）的相应区域及符合相关标准的酒才可使用“香檳”一詞，甚至于一战后签订的《凡尔赛条约》也重申了此点。加拿大、澳大利亚和智利最近也分别与欧洲签订了相关条文，立意保护。
美国也部分认可香槟的原产地特性，禁止所有新酒使用这一名词，但在2006年或以前获得批准的酒标上可继续使用“香槟”一词，但前提必须标明在“香槟”前注明真实产地（如：加利福利亚香槟），并且不出口至承认欧盟产品原产地标识的国家。大部分美国产气泡酒并不使用香槟一词。实际上重要的美国产区对于本产地的名声非常看重，觉得在产地后使用“香槟”对他们声望有负面的影响。
1983年，法国设计师伊夫·圣罗兰推出“香槟”香水，随之受到控告，1993年败诉。香水名称于1996年开始变更为Yvresse（音同Ivresse，意为陶醉）。
欧盟法庭亦于1994年裁定“香槟制法”一词同样也受到相应法例保护。现时其它地区出产的使用“香槟制法”酿造的气泡酒，通常标注为“传统制法”。其他国家的酒商用另外的词命名他们的气泡酒：卡瓦（西班牙）、斯普曼泰（意大利）、Cap Classique（南非）。意大利产，以麝香葡萄酿造的气泡酒也受到类似AOC的DOCG保护，名为阿斯蒂。在德国，塞克特是常见的气泡酒。其他法国产酒区也不能使用香槟一词，如勃艮第或阿尔萨斯所产的气泡酒叫Crémant（意为“产生细泡”）。错误标注为“香槟”的气泡酒常常会在查获后销毁。
瑞士有一村庄名为“香槟”，自1657年就已有种植葡萄并酿造葡萄酒的记录，原本其生產的酒類也标注為“香槟”。1999年瑞士政府与欧盟协调后同意，在2004年前该镇村會终止使用“香槟”一詞，這導致了該村的产酒酒销量由之前的年销量110,000瓶跌至其后的32,000瓶。2008年4月，村民经公开投票后决定反对该项限令。

## 酿造

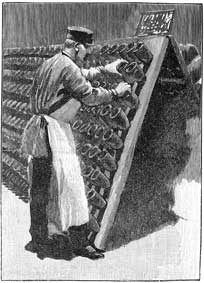
转瓶：1889年时关于转瓶师的版画

“香槟制法”是制作香槟的传统方法。经过第一次的发酵並装瓶后，酒会在瓶内进行第二次的发酵。第二次发酵的促成是在酒内添加数克的酵母（通常是釀酒酵母，但是品牌会使用自己的秘方）和数克的冰糖。AOC要求香槟必须在酒瓶中发酵至少15个月，使味道完全展现。如果当年收成的葡萄良好，往往会被用于酿造年份香槟（法语：millesimé，意为千年），这表明该年份的香槟品质优良，需发酵至少3年。在第二次发酵期间，香槟瓶用类似啤酒盖的盖子封口。
当香槟于瓶中达到所需的陈年年份后，就要进行“除渣”，即除去瓶中的酵母残渣。第一步是“转瓶”——通过每天对瓶子的细微转动，使瓶内的酵母残渣聚集于瓶子的颈部；接下来对瓶颈进行急速冷冻，然后开盖；瓶内压力会将残渣及碎冰喷出。此时迅速封上木塞，防止已生成二氧化碳的流失。

### 气泡

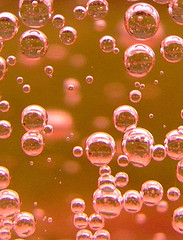
粉红香槟中的气泡

当香槟接触到干爽的杯子时，气泡就会爆发。这是杯子底部的缺陷（如划痕）或清洁用布的纤维遇上二氧化碳后产生的成核现象。由于香槟的气泡形态优雅，所以有些杯子厂商或者顾客，会将杯子的底部通过酸蚀、激光等方式刻意弄花，使气泡持续地产生。
培里侬早期于本僧会修道院的工作是除去香槟中的气泡。强大的气压往往会使瓶子还在酒窖陈年时爆炸。18世纪早期，气泡酒产量开始增加时，酒窖工人需要穿戴铁质的面具（类似棒球防守员面具）以免受伤。一个瓶子的爆炸可引发其他瓶子的爆炸，酒窖损失20－90%的藏酒是很正常的。由于当时对于发酵且二氧化碳气体的产生并没有足够的了解，所以气泡酒被冠予了“魔鬼酒”的名号。

### 香槟酿造者
香槟地区有超过100家香槟酒庄及19,000家小型的葡萄种植户，一共管理约32,000公顷的葡萄园。香槟酿造商的种类可以通过在酒瓶上的简写而得知。
- NM：Négociant manipulant - 公司（包括主要的香槟品牌）购买葡萄然后酿制香槟。
- CM：Coopérative de manipulation - 由种植户组成的合作社，社员将种植的葡萄集中在一起酿造香槟。
- RM：Récoltant manipulant - （也叫种植者香槟）自己种植、自己酿酒，允许有不超过5%的葡萄从外部购买。如果合作社的社员自酿香槟，仅是到合作社去进行除渣，那么所酿的香槟也可以打上RM，而不像过去只能打上RC。
- SR：Société de récoltants - 种植户自发的合作，但是不以合作社形式酿制香槟。
- RC：Récoltant coopérateur - 合作社的社员用自家名号销售合作社所酿造的香槟。
- MA：Marque auxiliaire或Marque d'acheteur - 代酿的香槟，品牌属于别家公司，如超级市场。
- ND：Négociant distributeur - 葡萄酒代理商以自家名称向外发售的香槟。

### 香槟的推广

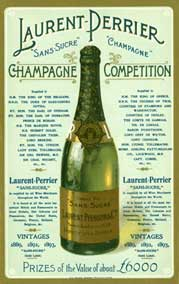
英国爱德华时期的香槟广告，其中列出了皇家及有名望的饮家

香槟的受欢迎程度得力于酿造商的市场推广。香槟酿造商将香槟的形象塑造成皇家贵族的饮品。罗兰·百悦在1890年下半年发布的广告宣称他们的产品是利奥波德二世(比利时)、乔治一世(希腊)、阿尔弗雷德亲王(萨克森-科堡-哥达公爵)及其他贵族、军官等的挚爱。同时香槟酿造商也将香槟打造成每个人都可以随时随地享用的奢侈品形象。这个策略是成功的，20世纪初，香槟饮家中中产阶级占了大多数。
19世纪时，香槟酿造商也同时将推广的主力对象设为女性，与传统勃艮第和波尔多出产的葡萄酒所表现的男子气概了产生鲜明对比。罗兰·百悦再次在这方面领先一步，宣传他们的饮家中包括了多位贵族的妻子及歌剧女伶。酒标的设计体现浪漫的爱情、婚姻或子女受洗等对女人一生重要的时刻。
在某些广告中，香槟酿造商也会根据当时的政治气候作出改动。有酒标纪念1789年的法国大革命；有些则印有玛丽·安托瓦内特美艳的形象，用以吸引怀念这位前皇后的保守派人士；而另一些酒标则印上激动人心的革命场面，以吸引左翼人士；当一战逼近时，酿造商将士兵及国旗印上了酒标；在德雷福斯事件期间，一家酿造商更推出带有反犹太主义色彩的香槟。
香槟常用于庆典中。托尼·布莱尔就因伦敦成功申办2012年奥运会举行过香槟祝捷会。新船的下水礼也需用到香槟，需用香槟敲打船身，如果瓶子没被敲碎，往往会被视为是霉运的象征。

## 葡萄种类及风格
香槟是法定单一产区产品。通常所用的葡萄品种为白葡萄霞多丽、红葡萄黑品乐和莫尼耶品乐。如果压榨过程轻柔，且葡萄原汁发酵时较少接触葡萄皮，红葡萄也可以酿出白色的基酒。大部分香槟是由霞多丽和黑品乐所酿基酒按比例（如60%/40%）调配而成。珍贵的白中白香槟的基酒为100%霞多丽，其中又以萨农酒庄最为昂贵，只选用位于奥热尔河畔梅尼勒的单一顶级葡萄园出产的霞多丽酿造。黑中白香槟是由黑品乐和莫尼耶品乐葡萄的基酒单独配制或调配而成。
因为历史原因，也允许用个别其他葡萄品种调配香槟，但是现在已很少使用。阿尔巴尼（Arbanne）、小美斯丽尔（Petit Meslier）和白品乐（Pinot Blanc）植株的数量只占整个香槟地区的0.02%（仍用于香槟的调配），必须符合INAO于1927年和1929年所订立的相关要求，而且植株须在1938年之前栽种。理论及实际上可酿制香槟的9种葡萄品种分别为黑品乐、莫尼耶品乐、霞多丽、白品乐（Pinot Blanc）、阿尔巴尼、小美斯丽尔、灰品乐（Pinot Gris）、瑞伊厄品乐（Pinot de Juillet，意译为7月品乐）和粉红品乐（Pinot Rosé）。
作为香槟结构及提供余韵的红葡萄黑品乐和莫尼耶品乐主要产于兰斯山区和马恩河谷。兰斯山区的葡萄园主要位于朝北的山坡的上，地质为石灰岩，可得到从山谷升起暖风的滋润。马恩河从西到东，在兰斯山区北部流过香槟地区，马恩河谷的葡萄园主要位于朝南的山坡上。而为香槟提供酸味及饼干芳香的霞多丽主要来自位于埃佩奈以南由北至南的一带，名为白丘，包括了阿維茲、奥热尔及奥热尔河畔梅尼勒地区，大部分为朝东的葡萄园，风土与博纳产区相似。各产区所产葡萄的特性各不相同，各酒庄通过对调配基酒就能创造具有独特风格的香槟。

### 香槟的种类
香檳酒廠為了維持每年品質穩定，多採用不同年份的葡萄所酿基酒來調配，因此，目前大約八成左右的香檳標上並無標示年份，稱為「無年份香檳 （NV）」，其酒体的大部分基酒来自单一年份，但是会调配入10-15%较老年份的基酒，这一比例有时可达40%。
如果某一年份採收葡萄品質良好，酒廠就會單獨用當年的葡萄釀製，稱為「年份香檳（Vintage）」，要求是所酿香槟的基酒100%来自该年份。根据条例，酒庄可以用不超过该年所产基酒总量的80%调配年份香槟，以保证20%的好年份基酒可用于无年份香槟的调配。在品質一般的年份，部分酒庄也会调配只含该年份的香槟，但不标注年份。

#### 名品香槟
名品香槟是代表酿酒庄至高品质及其极致风格的产品，也是该酒庄最为昂贵的一个系列。知名产品包括路易王妃的水晶香槟、罗兰·百悦的盛世，酩悅的唐·培里侬和宝禄爵的温斯顿·丘吉尔爵士，路易·瑪佑的優選香檳。酩悅是最早向市场推出名品的酿酒商，于1936年推出1921年份唐·培里侬。之前各个酒庄各自都有出产“名品香槟”，但以最高标准酿造并以高价销售却是新构思。实际上路易王妃自1876年开始就酿造水晶香槟，但特供给俄国沙皇，1945年及其后年份的水晶香槟才向大众供应。1960年，泰亭哲推出1952年份的伯爵，罗兰·百悦则推出盛世，混合了1952年、1953年和1955年份的香槟。在20世纪的后30年，酒庄常用与酒庄相关人物命名名品（例子：凯歌香槟的贵妇——创始人的儿媳妇；宝禄爵的温斯顿·丘吉尔爵士——英国首相；罗兰·百悦盛世粉红年份香槟阿勒桑德拉——酒庄主人大女儿的名字）；香槟名品酒瓶的设计也会比较特别，与普通香槟有所区分，如唐·培里侬酒瓶的设计来源于18世纪。

#### 黑中白香槟
以黑比诺和莫尼耶皮諾等红葡萄所酿基酒所调配的白香檳，通常果香比較濃郁。很多酒庄也跟随香檳世界霸主伯蘭爵酒莊酿造香槟法国老藤的步伐，开始酿制只使用黑皮諾和莫尼耶皮諾（AOC允许可酿香槟的两种红葡萄）基酒的黑中白香槟。伯蘭爵的法国老藤因其酒体的丰润及浓郁闻名，这与其所使用的葡萄所种植栽培时间与方法有关。黑中白香槟与混合了霞多丽的香槟没有太大区别。

#### 白中白香槟

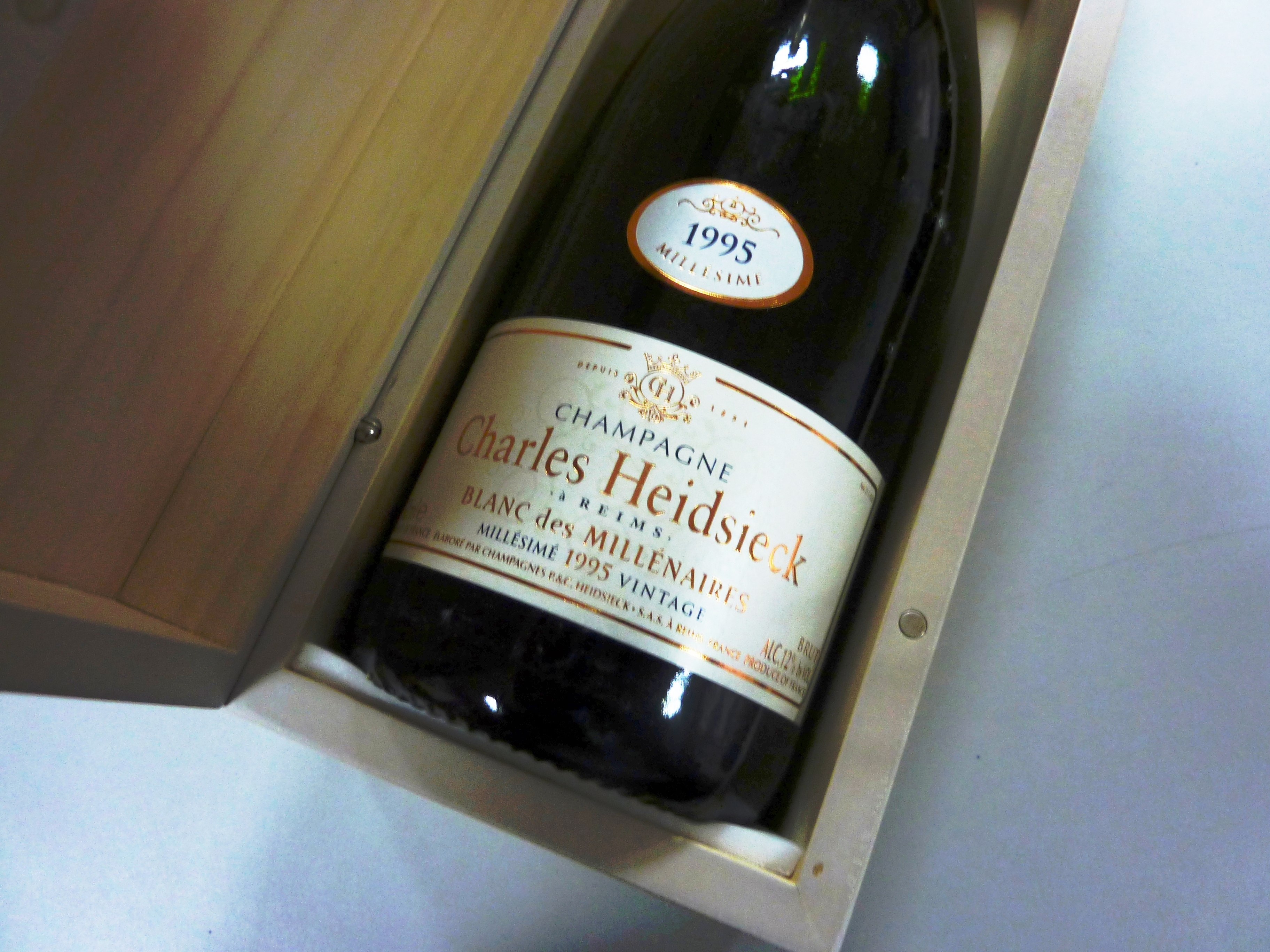
“白中白”

顾名思义，白中白香槟所用基酒全为白葡萄霞多丽所酿，酸度較高但卻極為細緻而平衡。“白中白”一词也会被别的产酒地区用于标明只使用霞多丽调配的气泡酒，用以区分用别的白葡萄酿制的气泡酒。

#### 粉红香槟
制作粉红香槟的方法有两种：
- 滴血法：黑皮葡萄采摘后，原封不动地放置在一个酒缸里，通过几小时后的静放，再压榨，使皮中的色素析出。
- 勾兑法：更常见的方法，调配时加入少量的静态红酒。

粉红香槟是唯一一个可以用红白基酒调配的粉红葡萄酒。

### 甜度
香槟的甜度是由去渣后加入液体的所含糖份决定的定的。以下所列糖分为每升的含量：
虽然在19世纪末至20世纪初，香槟的甜度比现在的高，但是干型香槟是目前最常见的类型。

## 香槟酒瓶

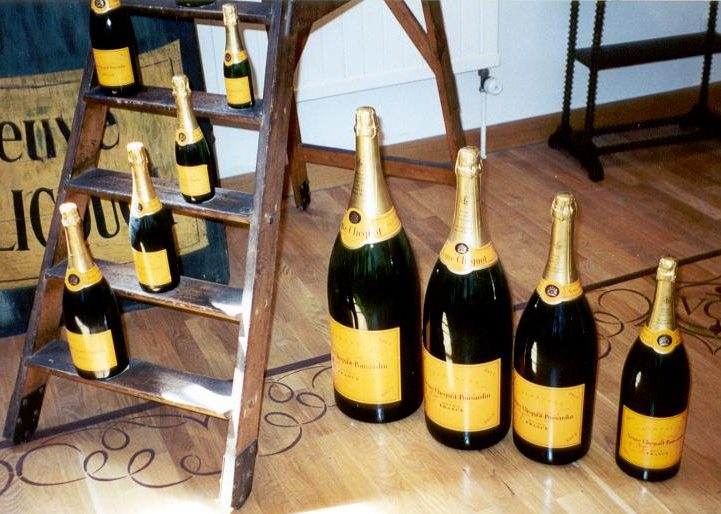
香槟酒瓶大小的比较。（从左至右）楼梯上：大瓶（1.5升）, 普通瓶（0.75升）,半瓶（0.375升），1/4瓶（0.1875升）。地板上：伯沙撒瓶（12升），撒缦以色瓶（9升）, 瑪土撒拉瓶（6升），耶羅波安瓶（3升）

香槟通常情况下在普通瓶或大瓶中进行二次发酵。虽然没有确实证据支持，但普遍认为因为瓶中氧气及暴露在氧气下的面积相对酒的体积较小，所以大瓶比普通瓶所酿香槟质量更好。其他大规格的香槟瓶都是根据圣经人物而名，里面所装的香槟通常是在普通瓶或大瓶中陈酿好以后才进行换瓶。
比耶羅波安瓶大的规格并不常见。27升的普里马（Primat）和2002年所产的麥基洗德瓶只有酿酒商德拉皮耶提供。静态葡萄酒和波酒也是使用此命名系统，但是部分名称的容量与香槟不同。特殊规格的香槟有时也会因特殊的场合而推出，有名的例子是宝禄爵为丘吉尔特制的帝国瓶：规格为20液盎（1英制品脫）。

### 瓶塞

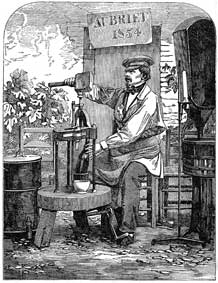
1885年展示手工为香槟上木塞的版画

香槟塞由几个圆形的软木片压制而成，封瓶前的形状是圆柱形，通过挤压将下半部分塞入瓶口。随着时间的推移，在瓶内部分慢慢定形，所以在打开后的瓶塞呈蘑菇形。可以通过对木塞的观察了解香槟大概的陈年时间。陈年越久，香槟塞所形成的蘑菇柄越难还原。

### 醒酒器
香槟的品质并不体现在气泡上，而是体现在材质上。醒酒后香槟的材质才能突显。但醒酒也有几点规律：
- 只对那些浓郁的，能够有东西释放的香槟醒酒
- 时间较短：一般情况下，对一支完全打开的香槟15分钟就足够了
- 醒酒器要窄而不是大
- 醒酒之前把空醒酒器放在冰箱里
- 醒酒时轻轻地、缓慢地把香槟沿着内壁倾倒
- 把醒酒器存放在冰箱或是冰桶里

## 饮用香槟酒的礼仪

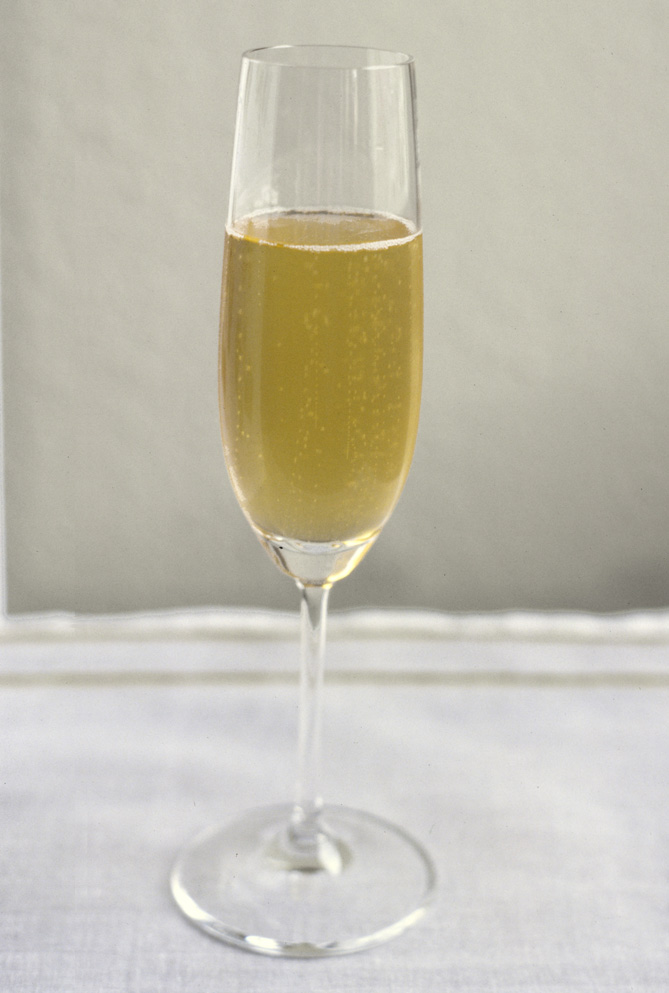
郁金香形香槟杯

香槟杯通常是郁金香形，特征是有长的杯柄，杯身长而开口窄小，体型纤长。水晶玻璃杯制造商力多更首创在杯底划痕，以提升香槟气泡的数量。始于维多利亚时期呈喇叭花状的香槟杯，杯身浅且开口过大，酒的香味会快速挥发，也加大酒与空气的接触面积，加快了氧化，所以不建议使用。香槟应冷藏后饮用，适宜的温度是摄氏7－9度。可使用冰桶，在冰桶内加入冰水混合物（约为0度），浸入的瓶身以没过瓶颈为度，室温下香槟在其中放置30分钟即可。与酒瓶一样，冰桶也有不同的大小。

### 如何开香槟酒

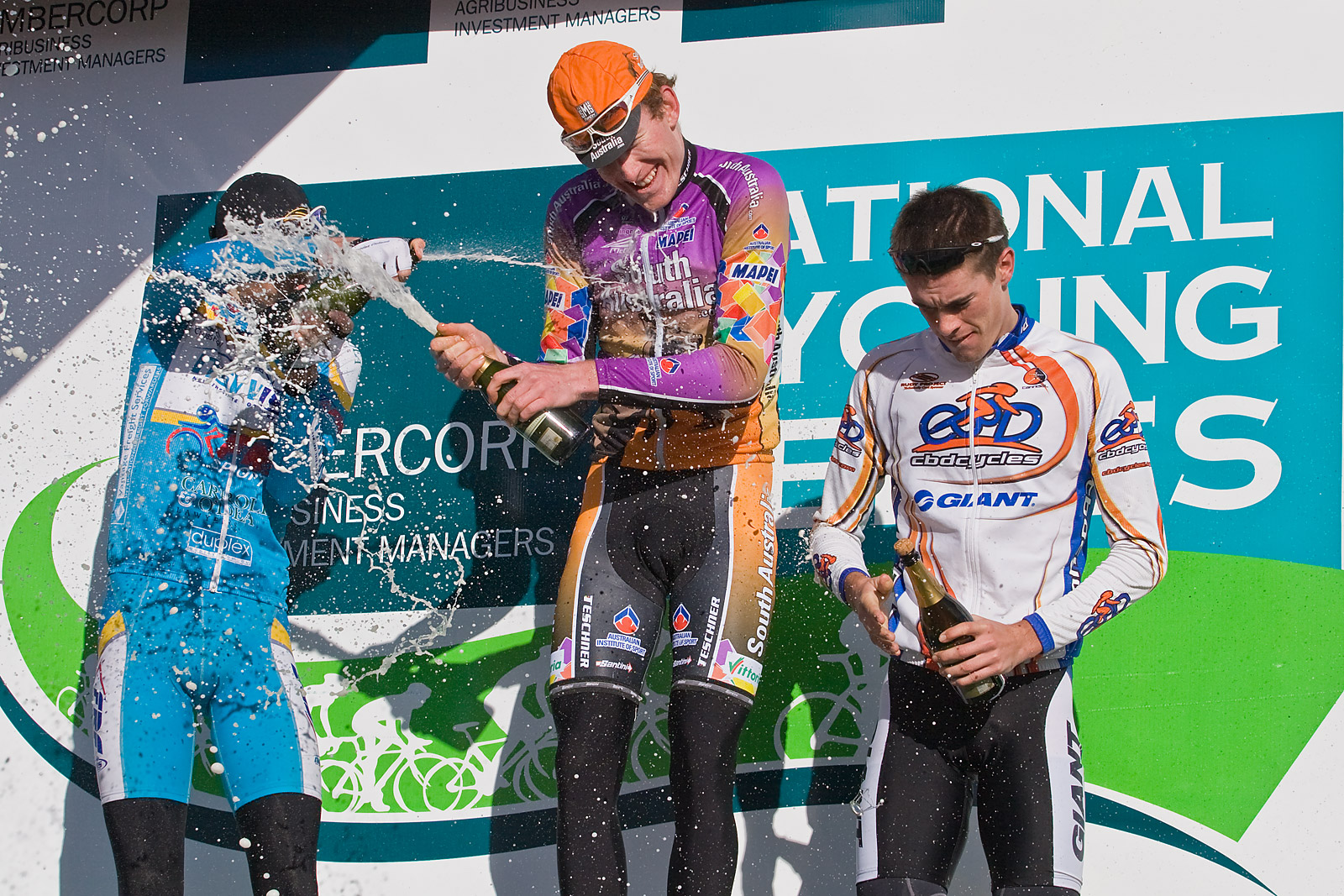
2007年环吉普斯兰岛自行车赛颁奖仪式

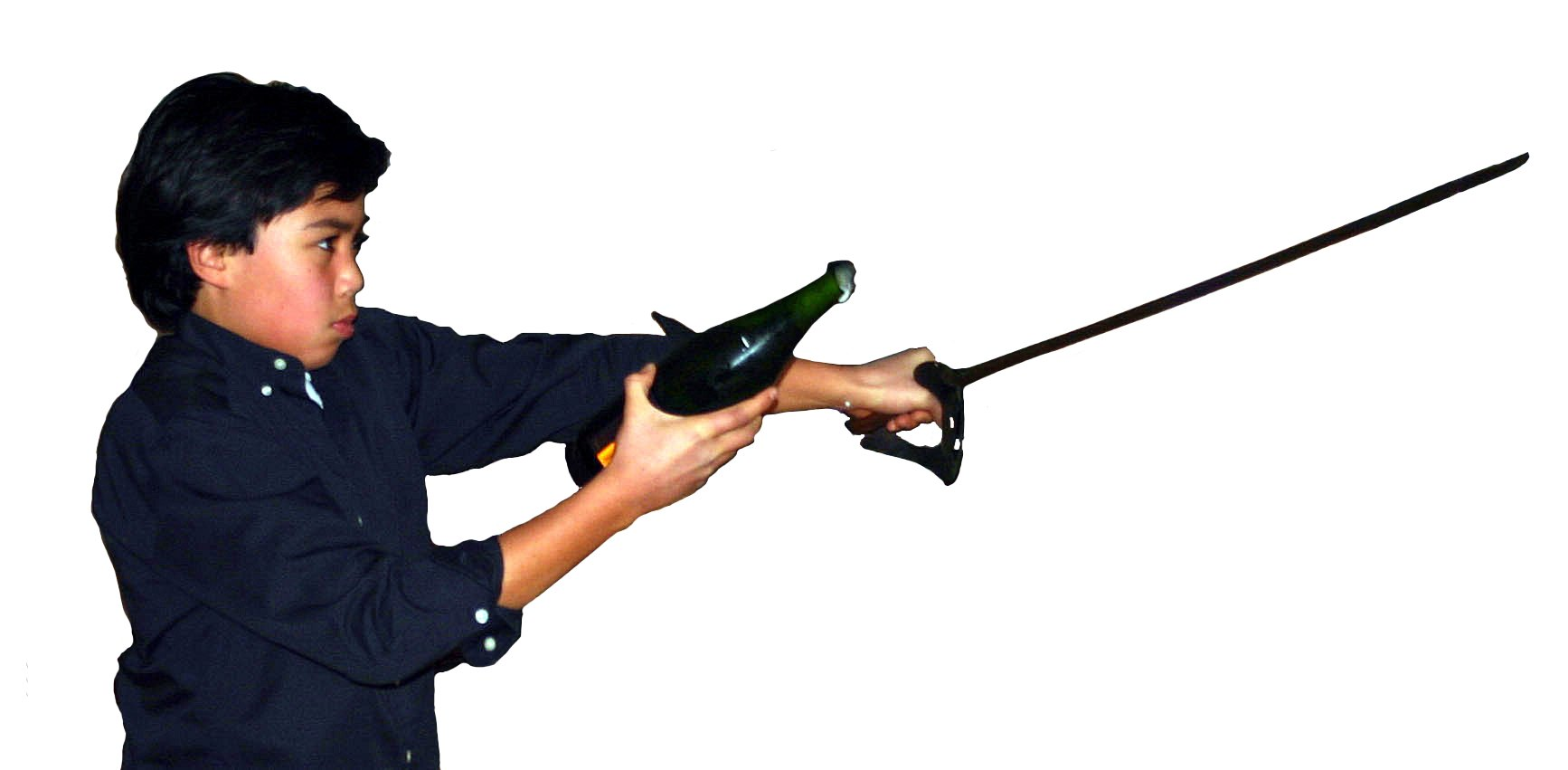
佩剑式

在2000年以前酩悅一直赞助F1大奖赛，也开启了香槟与运动的联系。在1967年的利曼24小时耐力赛中，冠军得主美国人丹·格尼开创了喷洒香槟庆祝的传统。这种方法会浪费很多香槟。为了减少浪费及防止香槟塞不受控制喷出造成危险，开香槟有以下步骤：
- 将酒塞外的锡箔撕开。
- 用（左手）大拇指按住瓶塞，其余手指握紧酒瓶颈部（这个动作需维持到香槟打开）。用另一只（右）手把固定瓶塞的铁丝拧开。
- 将酒瓶倾斜45度（此时瓶内酒的表面面积最大，有利于酒压的释放），并对向没有人的方向，用右手抓紧酒瓶底部。
- 在开瓶时，应旋转瓶身，而握持瓶塞的手应保持不动。
- 开瓶时由于瓶内气体的喷发，应该会听到细小的“吱”一声，而不是巨大的“嗙”一声。这细小的声音有时候会被称为“爱的密语”或“女人的叹息”。

在重要的庆典上，也可以用佩剑打开香槟，称为佩剑式。开启后，瓶颈断裂，瓶塞与瓶颈相连。
2009年，一瓶1825年年份的巴黎之花香槟被吉尼斯世界纪录大全认定为世界现存年份最老的香槟，并打开让12名知名酒评家品尝。瓶内香槟仍可饮用，带有松露及焦糖的味道。这款香槟目前世上仅存2瓶。

## 香槟酒与健康
2007年4月18日，《农业与食品化学学报》发表雷丁大学与卡利亚里大学共同的研究结果，表明适当饮用香槟能有助脑部对抗中风、阿兹海默病和帕金森氏症。研究指出气泡酒所富含的抗氧化多酚能防止脑部细胞因氧化应激而衰退。
普遍人认为香槟会更容易让人喝醉。有资料显示，与加气的水混合的酒精会更容易被人体吸收。